# Pierre verte de Hattusa
 (avril 2025).
Si vous disposez d'ouvrages ou d'articles de référence ou si vous connaissez des sites web de qualité traitant du thème abordé ici, merci de compléter l'article en donnant les références utiles à sa vérifiabilité et en les liant à la section « Notes et références ».

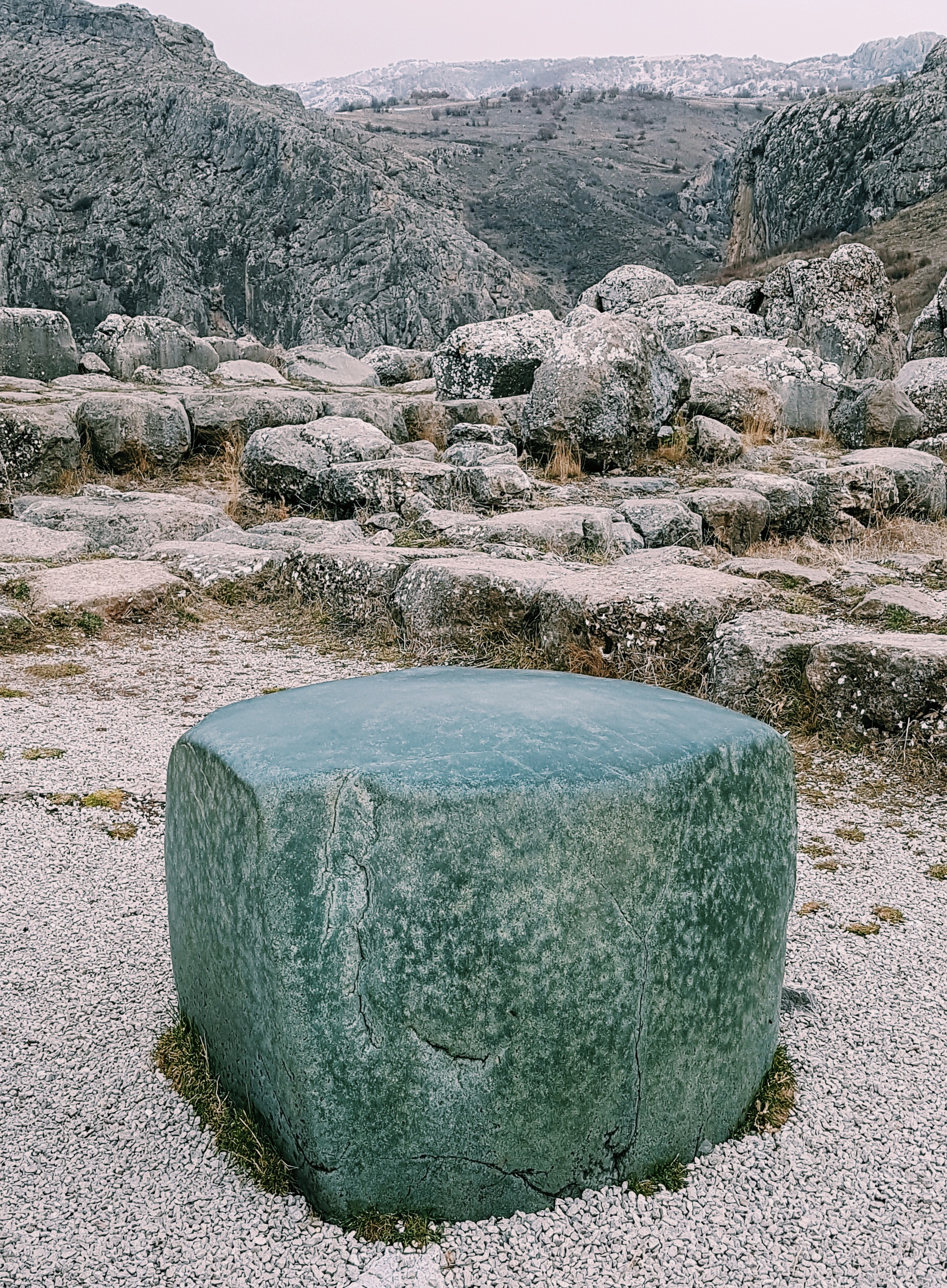
La pierre verte, photographiée en 2019.

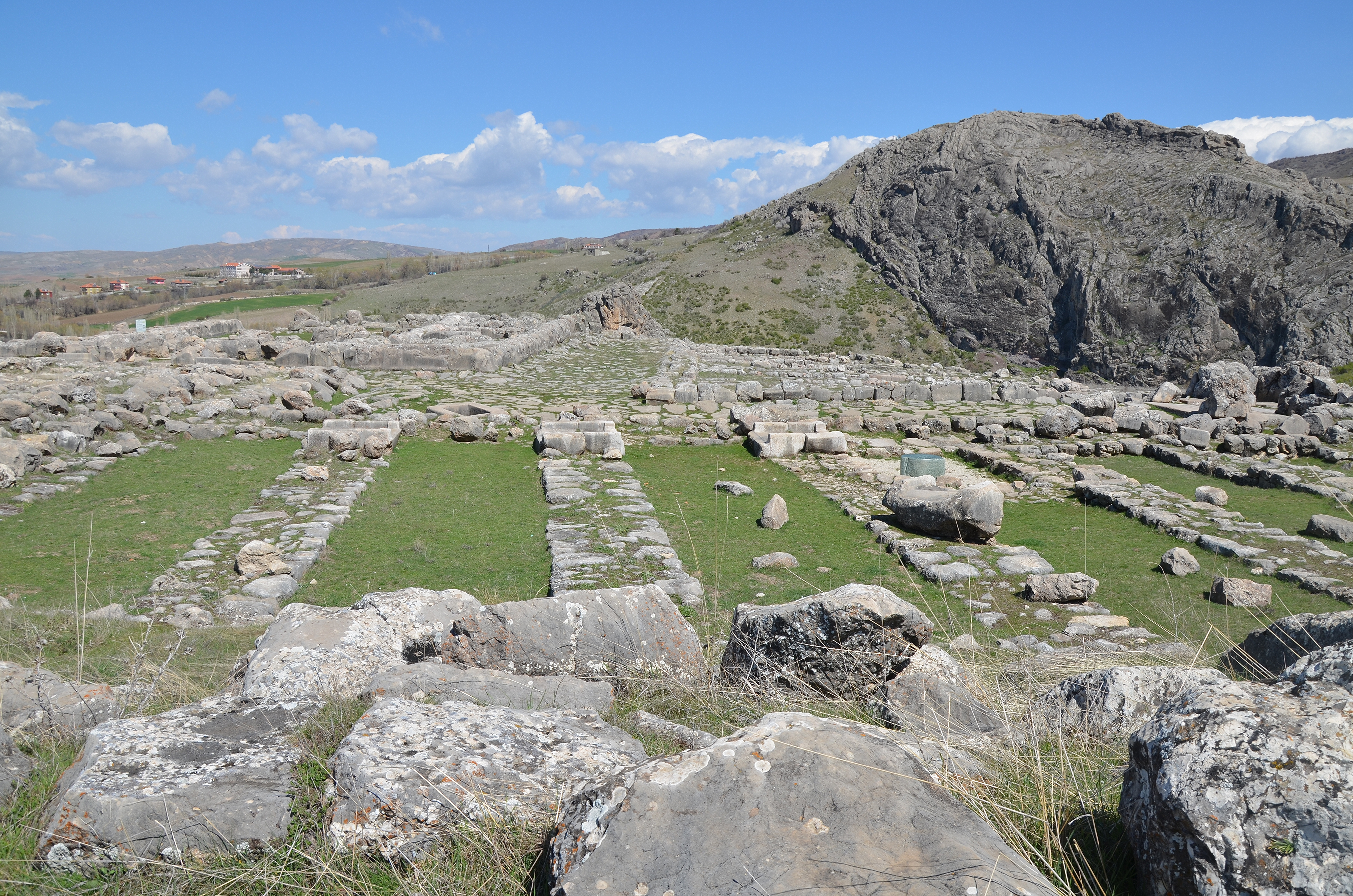
Vue générale du Grand Temple de Hattusa ; la pierre verte est visible sur la partie droite de la photographie.

La pierre verte de Hattusa est un bloc de néphrite grossièrement cubique située dans les ruines du Grand Temple de Hattusa, la capitale des Hittites à la fin de l'âge du bronze, sur les collines au-dessus de Boğazkale, en Turquie. Sa fonction d'origine n'est pas connue.

## Description
Le site archéologique d'Hattusa, qui couvre plus de 150 ha, compte au moins 31 temples. L'un de ceux-ci, appelé « Grand Temple » ou « Temple 1 », est situé sur une plate-forme surélevée et mesure 65 m de long sur 40 m de large,. La pierre verte repose dans une petite salle du Grand Temple.
Il s'agit d'un bloc de néphrite, un minéral de couleur vert sombre, une forme de jade courante dans la région, débité sous forme d'un cube d'environ 70 cm de côté et pesant 1 t.

## Fonction
La fonction de la pierre verte n'est pas connue. On suppose que le temple dans lequel elle se situe était dédié à la déesse-soleil d'Arinna et au dieu de l'orage Tarhunna, du fait de leur importance pour les Hittites et de la base des statues subsistantes, mais l'utilité de la pierre verte n'est pas déterminée. Il a été suggéré qu'il pourrait simplement s'agir du piédestal d'une statue, mais il s'agit de la seule pierre de ce type découverte sur tout le site de Hattusa. Andreas Schachner, directeur archéologique du site, estime que la pierre a bien été utilisée par les Hittites et les civilisations qui leur ont succédé, mais que cet usage reste à découvrir, ainsi que la raison de son transport dans le temple.
Localement, la pierre possède une tradition de « pierre à souhaits » ; sa réputation magique et le mystère de ses origines en font un attraction touristique.

## Galerie

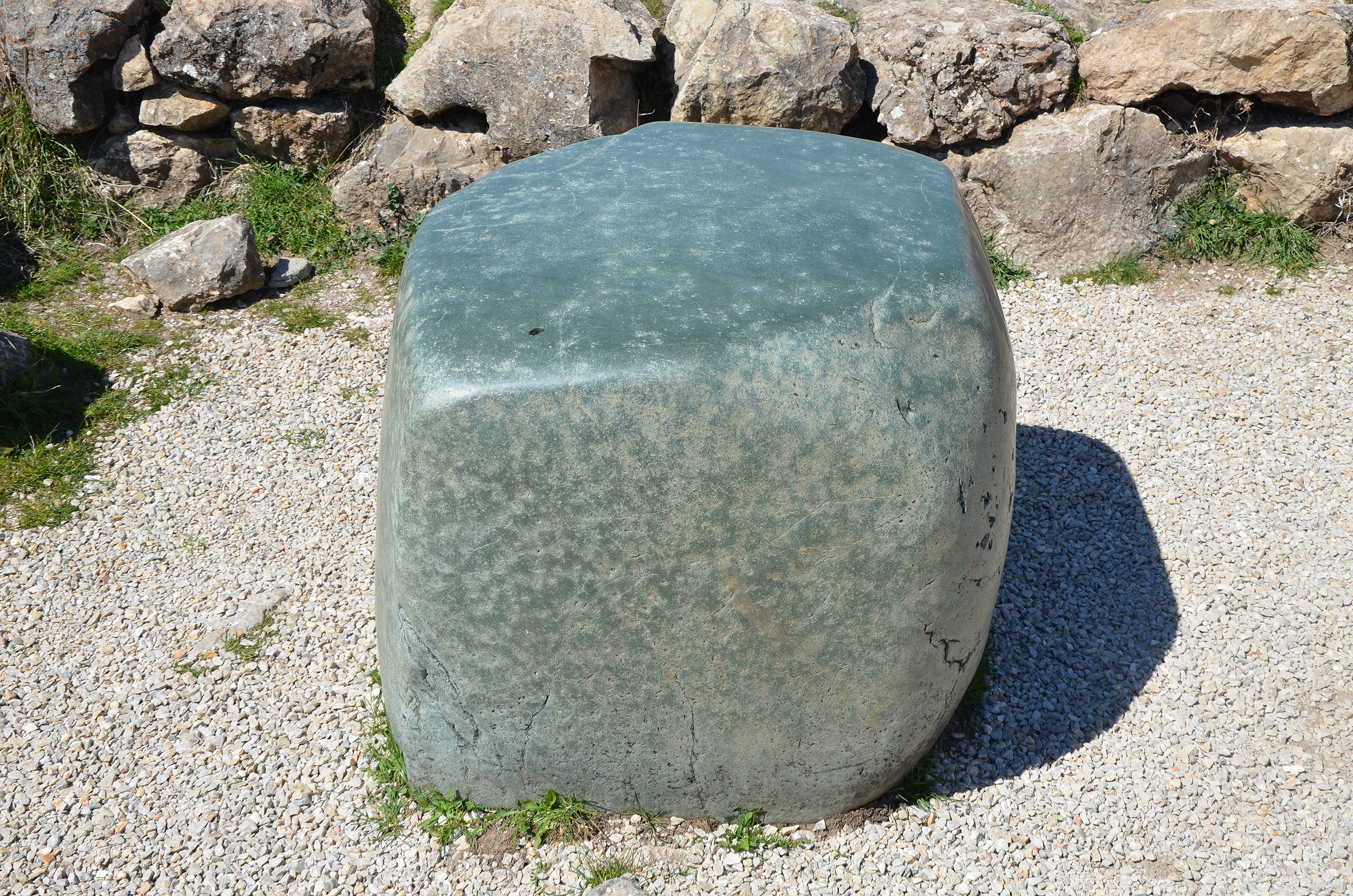
La pierre en 2016
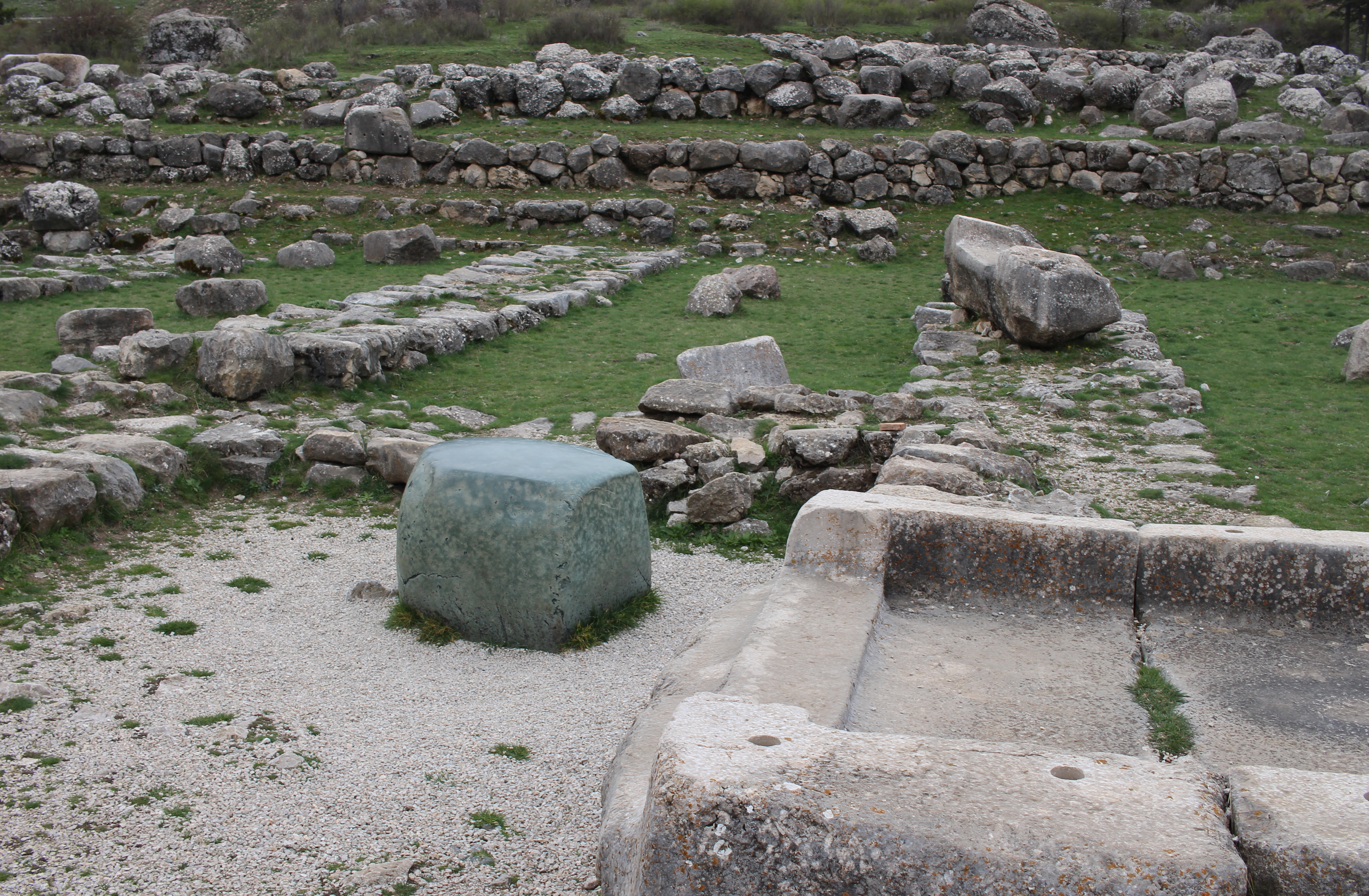
La pierre dans son contexte immédiat en 2018
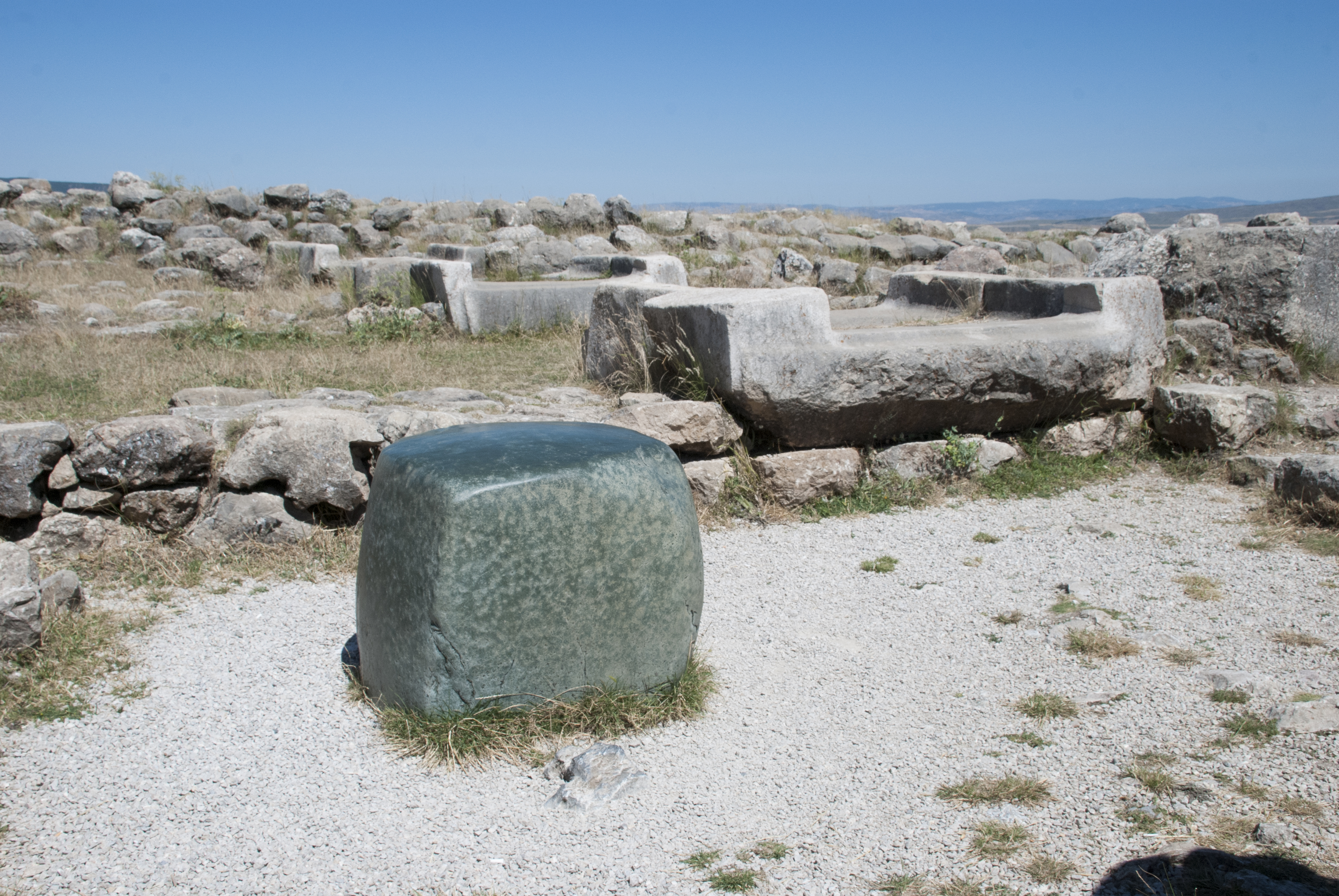
Autre angle